# Eecke
Eecke (prononcé [ɛk] ; en néerlandais : Eke) est une commune française située dans le département du Nord (59), en région Hauts-de-France.

## Géographie

### Localisation
Eecke est située près de Bailleul, à 33 km de Dunkerque et 36 km de Lille.

### Communes limitrophes
| Terdeghem              | Steenvoorde | Godewaersvelde |
| Saint-Sylvestre-Cappel | Eecke       | Berthen        |
| Hondeghem              | Caëstre     | Flêtre         |

### Hydrographie

#### Réseau hydrographique
La commune est située dans le bassin Artois-Picardie. Elle est drainée par la Foene Becque, la Commanderie, la Rommel Becque, la Saint-Gilles et la Wagen Brugge,,.

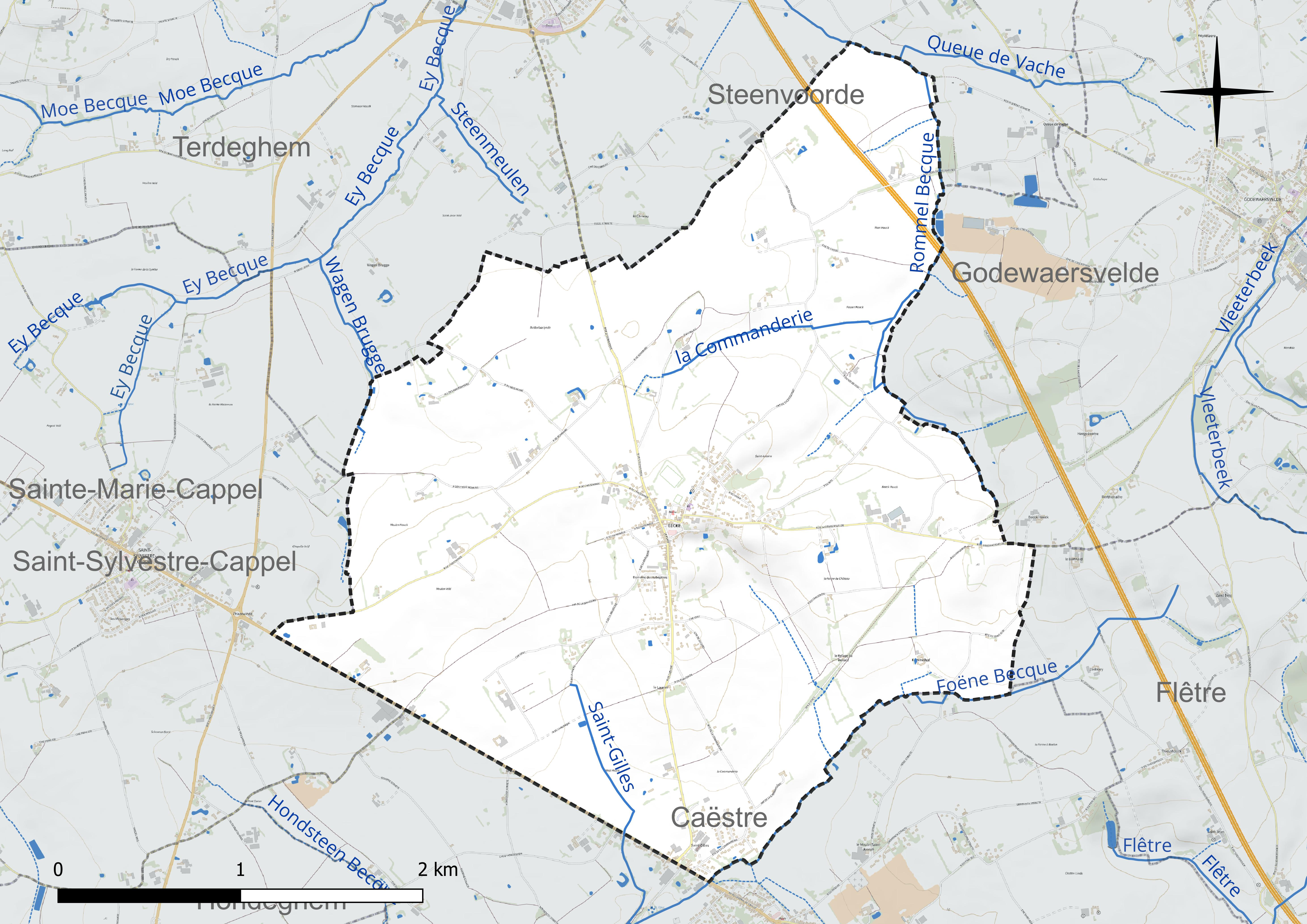
Réseau hydrographique d'Eecke.

#### Gestion et qualité des eaux
Le territoire communal est couvert par le schéma d'aménagement et de gestion des eaux (SAGE) « Lys ». Ce document de planification concerne un territoire de 1 835 km2 de superficie, délimité par le bassin versant de la Lys. Le périmètre a été arrêté le 29 mai 1995 et le SAGE proprement dit a été approuvé le 6 août 2010, puis révisé le 20 septembre 2019. La structure porteuse de l'élaboration et de la mise en œuvre est le syndicat mixte pour l'élaboration du SAGE de la Lys (SYMSAGEL).
La qualité des cours d'eau peut être consultée sur un site dédié géré par les agences de l'eau et l'Agence française pour la biodiversité.

### Climat
Pour des articles plus généraux, voir Climat des Hauts-de-France et Climat du Nord.
En 2010, le climat de la commune est de type climat océanique altéré, selon une étude du CNRS s'appuyant sur une série de données couvrant la période 1971-2000. En 2020, Météo-France publie une typologie des climats de la France métropolitaine dans laquelle la commune est exposée à un climat océanique et est dans la région climatique  Côtes de la Manche orientale, caractérisée par un faible ensoleillement (1 550 h/an) ; forte humidité de l'air (plus de 20 h/jour avec humidité relative > 80 % en hiver), vents forts fréquents.
Pour la période 1971-2000, la température annuelle moyenne est de 10,4 °C, avec une amplitude thermique annuelle de 14 °C. Le cumul annuel moyen de précipitations est de 712 mm, avec 12,7 jours de précipitations en janvier et 8,4 jours en juillet. Pour la période 1991-2020, la température moyenne annuelle observée sur la station météorologique la plus proche, située sur la commune de Steenvoorde à 4 km à vol d'oiseau, est de 11,2 °C et le cumul annuel moyen de précipitations est de 727,8 mm,. Pour l'avenir, les paramètres climatiques de la commune estimés pour 2050 selon différents scénarios d'émission de gaz à effet de serre sont consultables sur un site dédié publié par Météo-France en novembre 2022.

## Urbanisme

### Typologie
Au 1er janvier 2024, Eecke est catégorisée bourg rural, selon la nouvelle grille communale de densité à sept niveaux définie par l'Insee en 2022.
Elle est située hors unité urbaine. Par ailleurs la commune fait partie de l'aire d'attraction de Lille (partie française), dont elle est une commune de la couronne,. Cette aire, qui regroupe 201 communes, est catégorisée dans les aires de 700 000 habitants ou plus (hors Paris),.

### Occupation des sols
L'occupation des sols de la commune, telle qu'elle ressort de la base de données européenne d'occupation biophysique des sols Corine Land Cover (CLC), est marquée par l'importance des territoires agricoles (95,7 % en 2018), en diminution par rapport à 1990 (97 %). La répartition détaillée en 2018 est la suivante : 
terres arables (91,2 %), zones urbanisées (4,3 %), prairies (4,1 %), zones agricoles hétérogènes (0,5 %). L'évolution de l'occupation des sols de la commune et de ses infrastructures peut être observée sur les différentes représentations cartographiques du territoire : la carte de Cassini (XVIIIe siècle), la carte d'état-major (1820-1866) et les cartes ou photos aériennes de l'IGN pour la période actuelle (1950 à aujourd'hui).

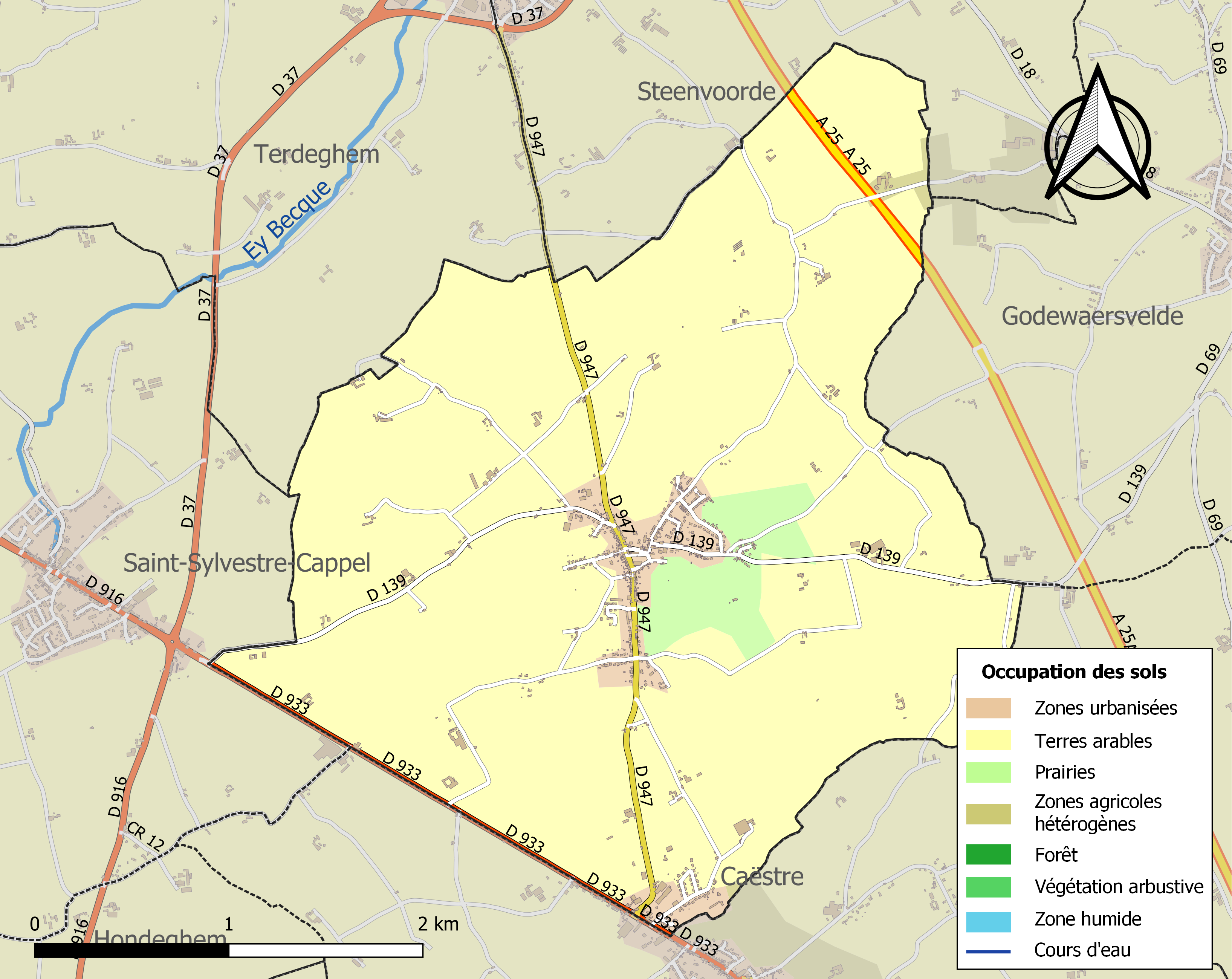
Carte des infrastructures et de l'occupation des sols de la commune en 2018 (CLC).

## Toponymie
La première mention historique du village date de 1263, sous le nom Eeke.
Eecke signifie « chêne » en dialecte flamand occidental.

## Histoire
Le village aurait été fondé par saint Wulmar en 698, qui aurait évangélisé la région au VIIIe siècle, logeant dans le creux d'un chêne(eik en néerlandais). L'église du village est dédiée à sainte Dorothée. On trouve la première mention historique du village en 1263, sous le nom Eeke.
Eecke signifie « chêne » en dialecte du flamand occidental. Elle est jumelée à quatre autres Eecke, quatre autres chênes, en Suisse, Belgique, et Allemagne. Tous les quatre ans, dans l'une de ces communes, a lieu la fête des quatre chênes. La première fête européenne a eu lieu en 1965, en Allemagne.
Du point de vue religieux, la commune était située dans le diocèse de Thérouanne puis dans le diocèse d'Ypres, doyenné de Bailleul.
Jeanne, dame de Bavinchove et d'Eecke, épouse en 1289 Baudouin de Créquy (famille de Créquy), seigneur de Rimboval, Bazinghem, Avelines, Sains. Ils sont les parents de Arnoul de Créquy, seigneur de Rimboval, Sains, Bavinchove, Eecke, des Planques et des Granges, qui meurt en 1384. Il avait pris alliance en 1347 avec Marie d'Auxy, fille de Jean II d'Auxy, (famille d'Auxy), sire et ber d'Auxy et de Marie d'Encre, dame de Lully. Leur fils Pierre de Créquy, seigneur de Rimboval, Bavinchove, Eecke, etc., meurt en 1418 sans avoir été marié. Il a dissipé presque tout son bien, vendant les terres de Sains, Bavinchove, Eecke. Sa sœur Jeanne de Créquy, épouse de Pierre de Bailleul, seigneur de Doulieu, maréchal héréditaire de Flandre, se qualifiait de dame de Bavinchove et d'Eecke, où elle fonde une chapelle en 1405.
Au XVIe siècle, Eecke est une seigneurie appartenant ainsi que Steenvoorde et Craywick, à la famille de Bailleul : Pierre de Bailleul et après lui son fils Hector de Bailleul, puis son petit-fils Jacques de Bailleul (voir Steenvoorde).
Au XVIIe siècle, le seigneur d'Eecke est François de Coorenhuuse-Ram, chevalier, seigneur d'Eecke bourgmestre de Bruges en 1608, 1611, etc., époux d'Antoinette II d'Averoult, chanoinesse de Mons, fille d'Antoine IV d'Averoult (famille d'Averhoult) et de Marie de Lens.
Au moment de la Révolution française, quelqu'un du village attacha la cocarde nationale à un âne qu'on promena ainsi affublé à travers le village; quatre personnes convaincues d'être les auteurs des faits furent acquittées, le tribunal révolutionnaire du Nord jugea qu'ils ne l'avaient pas fait « méchamment » avec volonté contre-révolutionnaire affirmée.

## Héraldique
| Blason d'Eecke | Les armes d'Eecke se blasonnent ainsi : "De gueules au sautoir de vair." |

## Politique et administration
Maire en 1802-1803 : Decarne fils aîné.
Maire en 1807 : Cnapelynck.

Maire en 1808 : Joye.
| Période      | Période      | Identité                                    | Étiquette | Qualité                          |
| ------------ | ------------ | ------------------------------------------- | --------- | -------------------------------- |
| 1854         | 1854         | Gilloots-David                              |           |                                  |
|              |              |                                             |           |                                  |
| avant 1861   | 1870         | David Gilloots                              |           |                                  |
| 1870         | 1896         | Louis Desmarescaux                          |           | Chevalier du mérite agricole     |
| 1896         | 1914         | Charles Gilloots                            |           |                                  |
| 1922         | 1934         | Henri Devos                                 |           |                                  |
| 1934         | mars 1966    | Florent Leconte                             |           | Chevalier de la Légion d'honneur |
| mars 1966    | mars 1995    | Paul Delmaere                               | DVG       | Directeur d'école                |
| mars 1995    | mars 2001    | Yves Carton                                 |           | Décédé en mai 2006               |
| mars 2001    | mars 2008    | Marc Delbaere                               |           |                                  |
| mars 2008    | février 2012 | Robert Leconte                              |           |                                  |
| février 2012 | mars 2014    | Christine Asseman                           |           |                                  |
| 2014         | En cours     | Jacques Nuns Réélu pour le mandat 2020-2026 | DVD       |                                  |

## Population et société

### Démographie

#### Évolution démographique
L'évolution du nombre d'habitants est connue à travers les recensements de la population effectués dans la commune depuis 1793. Pour les communes de moins de 10 000 habitants, une enquête de recensement portant sur toute la population est réalisée tous les cinq ans, les populations de référence des années intermédiaires étant quant à elles estimées par interpolation ou extrapolation. Pour la commune, le premier recensement exhaustif entrant dans le cadre du nouveau dispositif a été réalisé en 2005.

En 2022, la commune comptait 1 215 habitants, en évolution de −0,49 % par rapport à 2016 (Nord : +0,51 %, France hors Mayotte : +2,11 %).
| 1793  | 1800  | 1806  | 1821  | 1831  | 1836  | 1841  | 1846  | 1851  |
| ----- | ----- | ----- | ----- | ----- | ----- | ----- | ----- | ----- |
| 1 317 | 1 380 | 1 429 | 1 345 | 1 144 | 1 215 | 1 218 | 1 193 | 1 188 |

| 1856  | 1861  | 1866  | 1872  | 1876  | 1881  | 1886  | 1891  | 1896  |
| ----- | ----- | ----- | ----- | ----- | ----- | ----- | ----- | ----- |
| 1 130 | 1 116 | 1 131 | 1 200 | 1 222 | 1 182 | 1 172 | 1 163 | 1 192 |

| 1901  | 1906  | 1911  | 1921  | 1926  | 1931 | 1936 | 1946 | 1954 |
| ----- | ----- | ----- | ----- | ----- | ---- | ---- | ---- | ---- |
| 1 123 | 1 129 | 1 049 | 1 052 | 1 008 | 928  | 923  | 867  | 860  |

| 1962 | 1968 | 1975 | 1982 | 1990 | 1999 | 2005  | 2006  | 2010  |
| ---- | ---- | ---- | ---- | ---- | ---- | ----- | ----- | ----- |
| 837  | 790  | 681  | 789  | 804  | 871  | 1 071 | 1 128 | 1 166 |

| 2015  | 2020  | 2022  | - | - | - | - | - | - |
| ----- | ----- | ----- | - | - | - | - | - | - |
| 1 225 | 1 222 | 1 215 | - | - | - | - | - | - |

#### Pyramide des âges
La population de la commune est relativement jeune.
En 2018, le taux de personnes d'un âge inférieur à 30 ans s'élève à 37,2 %, soit en dessous de la moyenne départementale (39,5 %). À l'inverse, le taux de personnes d'âge supérieur à 60 ans est de 19,2 % la même année, alors qu'il est de 22,5 % au niveau départemental.
En 2018, la commune comptait 607 hommes pour 613 femmes, soit un taux de 50,25 % de femmes, légèrement inférieur au taux départemental (51,77 %).
Les pyramides des âges de la commune et du département s'établissent comme suit.
| Hommes | Classe d’âge | Femmes |
| ------ | ------------ | ------ |
| 0,2    | 90 ou +      | 0,5    |
| 3,5    | 75-89 ans    | 3,4    |
| 15,0   | 60-74 ans    | 15,8   |
| 23,0   | 45-59 ans    | 23,5   |
| 21,2   | 30-44 ans    | 19,5   |
| 16,6   | 15-29 ans    | 15,6   |
| 20,6   | 0-14 ans     | 21,7   |

| Hommes | Classe d’âge | Femmes |
| ------ | ------------ | ------ |
| 0,5    | 90 ou +      | 1,4    |
| 5,3    | 75-89 ans    | 8,1    |
| 14,8   | 60-74 ans    | 16,2   |
| 19,1   | 45-59 ans    | 18,4   |
| 19,5   | 30-44 ans    | 18,7   |
| 20,7   | 15-29 ans    | 19,1   |
| 20,2   | 0-14 ans     | 18     |

## Jumelages
Eiken (Suisse)
 Eke (Belgique)
 Eicken-Bruche (de) (Allemagne)

## Lieux et monuments

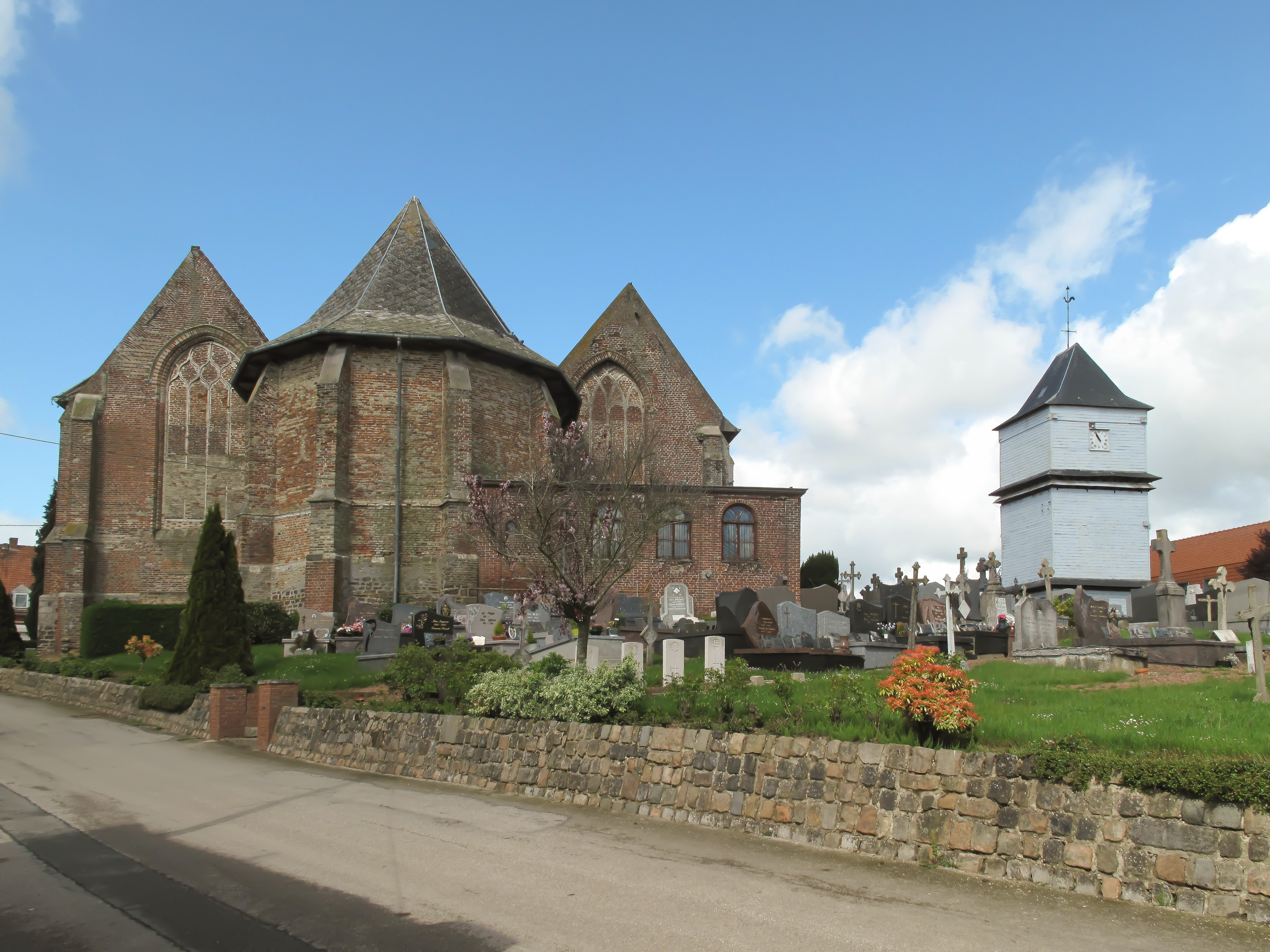
Eecke, l'église Saint-Wulmar et le Klockhuis

### L'église Saint-Wulmar
L'église a été érigée en 697 par les villageois d'Eecke, du nom du chêne dans lequel  aurait logé  Saint Wulmer évangélisateur de la région au VIIIe siècle. Saint Wulmer aurait trouvé un refuge dans le creux de ce chêne (eik en néerlandais), après avoir fondé l 'Abbaye Saint-Wulmer de Samer en 668, une abbaye bénédictine, également connue sous le nom d'Area, puis de Saint-Wulmer-aux-Bois au IXe siècle. L'église Saint Wulmar est la seule église de Flandre, avec celle d'Hardifort, à posséder un  klockhuis, classé monument historique, un clocher-tour, distinct du corps de l'église, qui est situé dans le cimetière adjacent à l'église.
L'église du village est dédiée à sainte Dorothée qui célèbre tous les ans une neuvaine à partir du 6 février, pour la guérison des maladies de peaux et des maux de tête. Un choix probable de la chambre de rhétorique d'Eecke un lieux de réunions, camerae dans lequel se retrouvaient des professionnels d'un même métier ou des habitants d'un même quartier urbain au XVe siècle pour échanger des informations et causer sous un patronage religieux.

#### Extèrieur de l'église Saint-Wulmar
|                                              |
| Klockhuis et parvis de l'église Saint-Wulmar |

|                                 |
| Parvis de l'église Saint-Wulmar |

#### Intérieur de l'église Saint-Wulmar

##### Ex-votos
|                            |
| ex-voto dédié à Ste Cécile |

|                            |
| ex-voto dédié à St Laurent |

|                           |
| ex-voto dédié à Ste Barbe |

|                                       |
| ex-voto dédié à saint Michel archange |

|                                |
| ex-voto dédié à l'Ange gardien |

|                |
| Mater dolorosa |

##### Autels
|                                       |
| Maître-autel de l'église Saint-Wulmar |

|                                                   |
| Statue Christ au tombeau de l'église Saint-Wulmar |

|                                                        |
| Autel dédié à Sainte Dorothée de l'église Saint-Wulmar |

##### Autres fournitures
|                                         |
| Grandes orgues de l'église Saint-Wulmar |

|                                  |
| Stalles de l'église Saint-Wulmar |

|                                           |
| Chaire à prêcher de l'église Saint-Wulmar |

|                                           |
| Fonts baptismaux de l'église Saint-Wulmar |

### Le Klockhuis (maison des cloches)XVIIesiècle
Klockhuis (klokhuis en néerlandais) signifie simplement « maison des cloches », clocher, donc. Mais c'est un clocher un peu particulier : il s'agit d'une grande tour en bois charpentée, abritant deux cloches qui annonçaient autrefois les offices religieux, les événements de la vie municipale et sonnaient le tocsin.
En 1659, la tour située au milieu de l'église s'effondre ; un nouveau clocher tour est reconstruit sur le devant de l'église en 1661-1662. Cette proximité vis-à-vis de l'église est jugée trop dangereuse, un incendie enflammerait les deux édifices. En 1783, la klockhuis est donc déplacée d'une vingtaine de mètres à l'aide de rouleaux de bois.
Le son des cloches déstabilisait le bâtiment, déréglant même l'horloge ; aussi, en 1787, un charpentier eut l'idée de caler la tour à l'aide de grandes poutres placées en croix sur deux flancs.

### Autres monuments

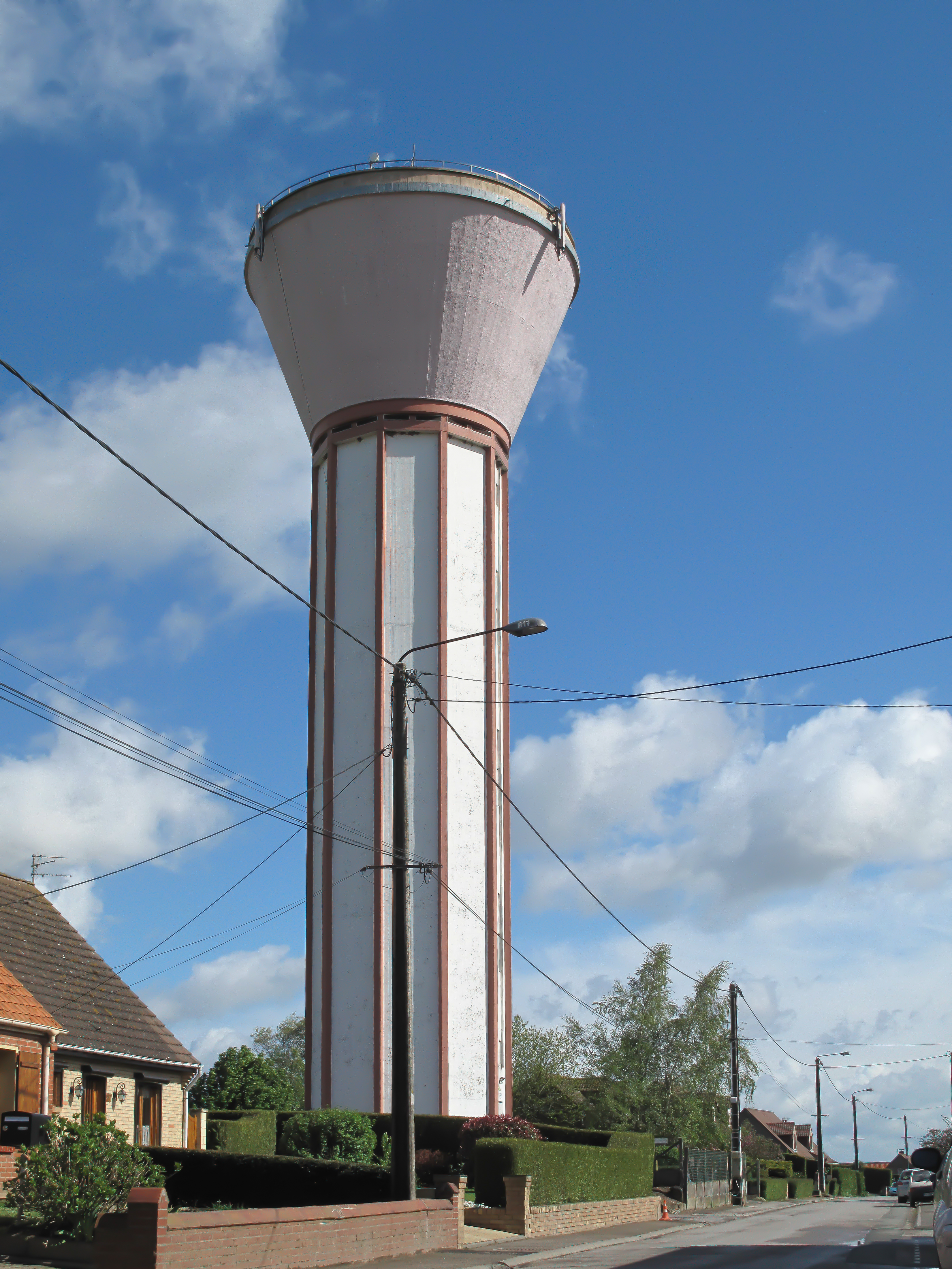
Eecke,le château d'eau
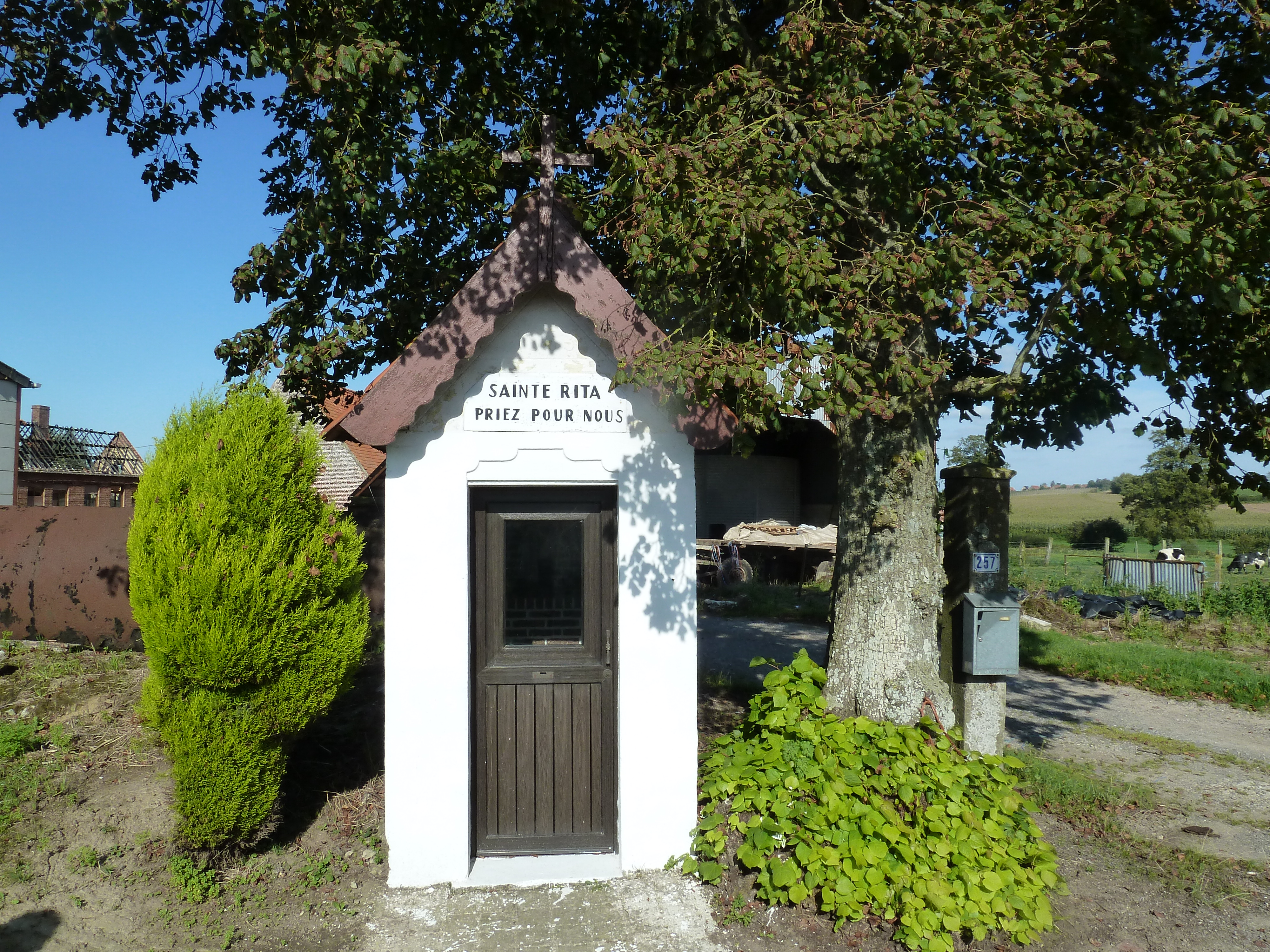
Eecke, oratoire à Sainte Rita
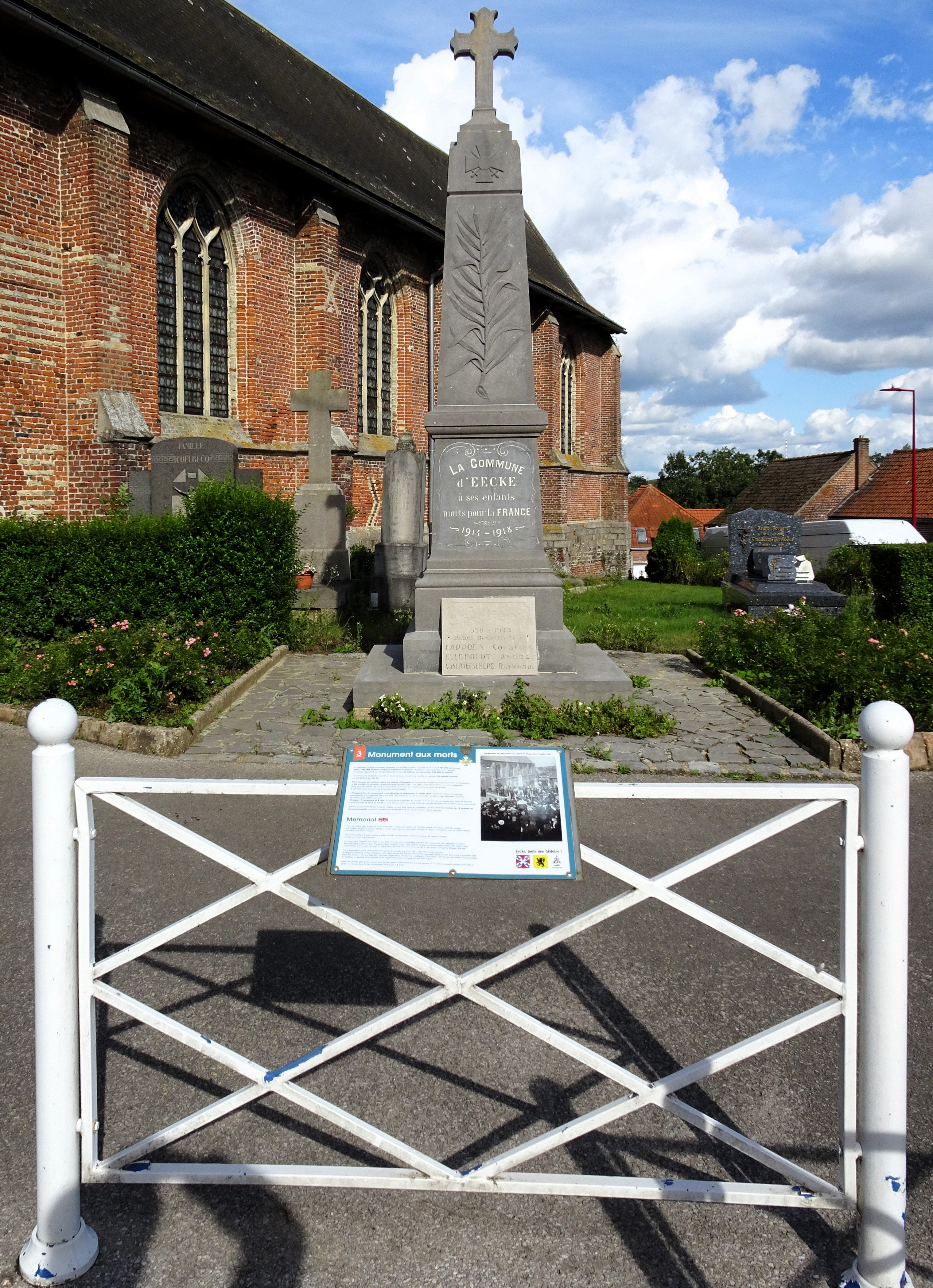
Eecke, le monument aux morts

## Folklore
Le géant Jules Boomzaeger, fut créé à l'occasion de la chaîne européenne des Chênes le 8 août 1971, fête qui vit le jumelage des quatre chênes. Il représente Jules L'hommé un scieur de long. C'est un géant haut de 4,70 m assis sur un chêne, qui offre la particularité d'être articulé.

## Personnalités liées à la commune

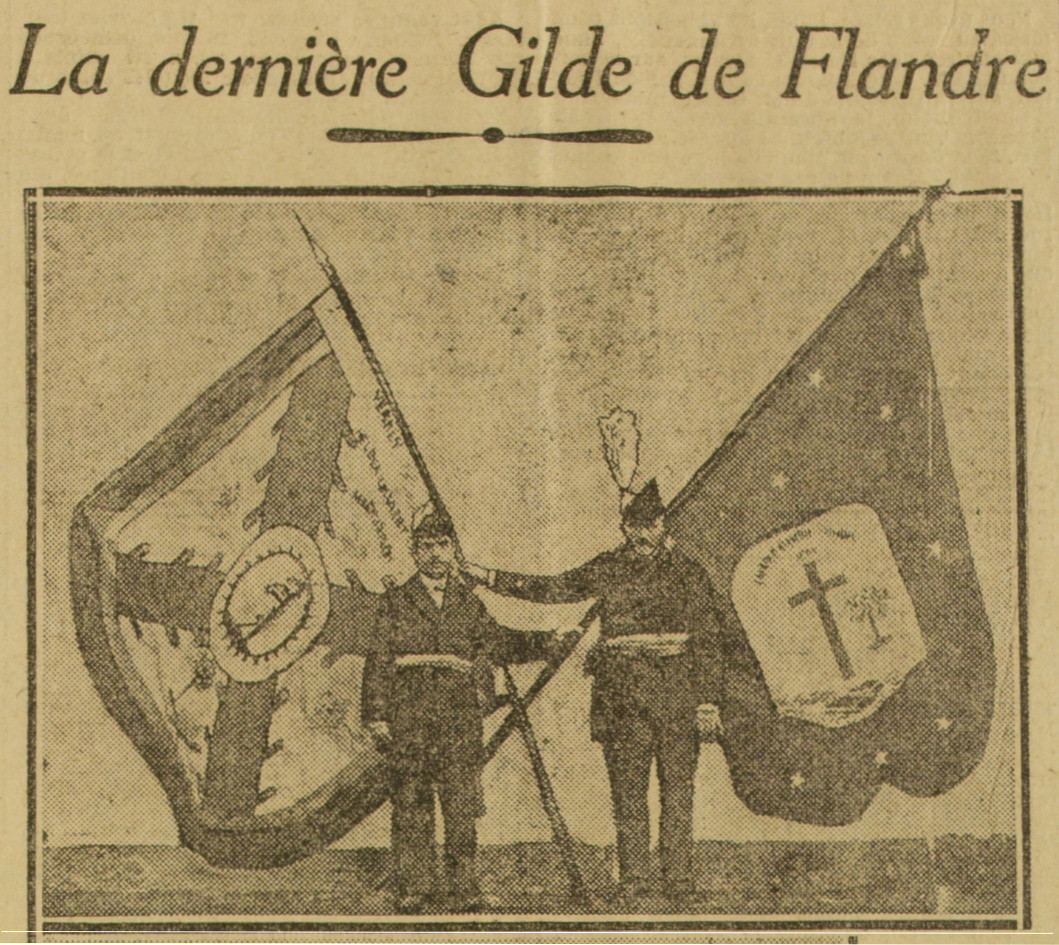
Porte-drapeaux de la dernière Gilde de FlandreVerblijders in het kruis

## Pour approfondir